# Laurenticidaris
Laurenticidaris is een geslacht van uitgestorven zee-egels uit de familie Rhabdocidaridae.

## Soorten
- Laurenticidaris major (Cotteau, 1878) † Aalenian-Bajocian, Europa.
- Laurenticidaris impar (Dumortier, 1875) † Aalenian, westelijk Europa.